# Bill Shankly
William « Bill » Shankly OBE, né le 2 septembre 1913 à Glenbuck et mort le 29 septembre 1981 à Liverpool, est un footballeur international écossais dans les années 1930 et 1940, reconverti entraîneur.
Shankly est décrit comme le premier des trois entraîneurs majeurs ayant construit la notoriété du Liverpool FC avec son successeur Bob Paisley puis Kenny Dalglish. À son arrivée au poste de manager en 1959, le Liverpool FC végète en deuxième division. Quinze ans plus tard, lorsque Shankly part à la retraite, le club compte parmi les géants du football anglais et européen. Durant son règne, l'Écossais remporte trois titres de champion, deux Coupes d'Angleterre et une Coupe de l'UEFA. Shankly fait aussi passer la totalité de la tenue en rouge. Pendant son mandat que You’ll never walk alone devient l’hymne puis la devise du club.
Il figure au Scottish Sports Hall of Fame, au Scottish Football Hall of Fame et au English Football Hall of Fame depuis leurs créations, respectivement en 2001, 2004 et 2002.

## Carrière de joueur

### Enfance et débuts à Carlisle
William « Bill » Shankly naît le 2 septembre 1913 à Glenbuck, un village écossais avec une forte communauté anti-politiciens, propriétaires miniers et cols blancs en tout genre. La famille Shankly a dix enfants dont cinq fils, tous deviennent footballeur professionnels dans des clubs anglais ou écossais et deux sont internationaux écossais. Bill est le cadet de la fratrie et celui qui atteint le plus haut niveau. 
Bill quitte l’école à 14 ans pour partir travailler à la mine de charbon,. Son travail de mineur contribue à façonner ses convictions politiques, le conduisant à éprouver une certaine aversion pour les politiciens et les propriétaires miniers, tout en se rapprochant des idées communistes. Parallèlement à cette activité, il joue régulièrement au football avec l'équipe de son village, ce qui lui vaut d’être remarqué par l’équipe d’Écosse junior.
Sélectionné dans l'équipe nationale juniors, il est devient professionnel en 1932, remarqué par le Carlisle United FC à 19 ans, qui le fait venir en juillet 1932. Il fait ses débuts dans ce club le 31 décembre 1932 contre Rochdale AFC.

### Quinze ans à Preston United
En juillet 1933, après seulement seize matchs disputés avec Carlisle, Bill Shankly signe pour le Preston North End FC, transfert évalué à 500,00£.
Bill Shankly fait partie des éléments clefs de Preston lors de la remontée du club de la deuxième division en première division anglaise en 1934. Il dispute durant sa carrière deux finales de FA Cup : Preston perd contre Sunderland AFC en 1937 mais remporte ce titre l'année suivante en 1938 contre Huddersfield Town AFC. Il s'agit du seul titre remporté par Shankly dans sa carrière de footballeur.
Bill Shankly connaît une carrière internationale en étant sélectionné à cinq reprises en équipe d'Écosse entre 1938 et 1939 de manière officielle. Sa première sélection a lieu en avril 1938 en Angleterre,, match que l'Écosse gagne 0-1. Il participe à la deuxième place du British Home Championship en 1937-1938, avant de partager le titre avec le Pays de Galle et l’Angleterre lors de la saison suivante. Il fait quatre autres apparitions avant que la Seconde Guerre mondiale mette un terme à sa carrière en sélection. Durant le conflit, il dispute neuf autres rencontres internationales et est capitaine de la sélection,, avant de rejoindre la Royal Air Force de 1939 à 1944, durant laquelle il rencontre sa femme Nessie.
Durant cette période de guerre, il évolue dans différents clubs Liverpool FC, Arsenal FC, Cardiff City FC, Bolton Wanderers[réf. nécessaire]. La guerre ayant pris ses meilleures années de sa carrière sportive.
Quand le championnat reprend son cours en 1946, Bill Shankly décide de revenir dans son club d'avant-guerre à Preston. Il met un terme à sa carrière de footballeur en mars 1949.

## Carrière d'entraîneur

### Débuts au poste de manager
Après sa retraite sportive en mars 1949, Bill Shankly est engagé dans le même mois au Carlisle United FC en tant que manager, dans le club de ses débuts. Après deux ans, les résultats ne sont pas bons, ajoutés à des soucis financiers en raison du désengagement de nombreux partenaires.
Après un entretien raté au Liverpool FC, Shankly entraîne le Grimsby Town FC à partir de 1951. L'équipe de Third Division North vient de chuter de la première à la troisième division en trois ans. Au terme du premier exercice, elle passe tout près de remonter dans l’antichambre de l’élite avec une deuxième place quand seul le champion est promu. L’équipe de Shankly connaît une deuxième saison moins réussie, conclue à la cinquième position. En désaccord avec les dirigeants du club qui, d’après Shankly, manquent d’ambition, Bill quitte le club en janvier 1954, en cours de saison, pour le Workington AFC, également en Third Division North.
Il encadre le Workington AFC jusqu'en 1955.
Shankly est engagé par le Huddersfield Town FC comme adjoint d'Andy Beattie. Il rencontre un talentueux joueur de quinze ans, Denis Law. Un an après son arrivée, en 1956, il succède à Beattie sur le banc d'Huddersfield. Il fait confiance à Law dès ses seize ans en équipe première et recommande à ses supérieurs de réévaluer son contrat, mais ses derniers refusent d'augmenter son salaire. En 1956, le club veut accepter l'offre de 45 000£ d'Everton FC pour vendre Law, mais Shankly s'y oppose formellement. Le joueur signe finalement en 1959 à Manchester City pour 55 000£, alors record d'un transfert en Angleterre. Shankly quitte le club la même année.
Peu soutenu à travers les clubs dont il s'occupe, Shankly est souvent en désaccord avec les directions et décisions prises.

### Quinze ans au Liverpool FC

#### De la D2 au sommet national
Shankly devient le manager de Liverpool FC en décembre 1959. À son arrivée, Liverpool se trouve en seconde division anglaise, évoluant dans un stade obsolète avec peu de moyens. Il se trouve dans le club de Joe Fagan, Reuben Bennett et Bob Paisley qui devient son bras droit. Le terrain d'entraînement à Melwood est dans un état exécrable, Shankly fait de ce constat une force en créant une cohésion chez les joueurs. Il introduit différents entraînements et exige de ses joueurs un régime pour être irréprochable au niveau professionnel. Il cherche également à transmettre  à ses joueurs sa vision du football : « Que chacun travaille pour atteindre le même objectif et que chacun partage le succès si celui-ci est atteint : tel est le socialisme auquel je crois. Je vois le football et la vie ainsi. »
Rapidement, le club est mis sur de bons rails et monte en puissance, il fait signer quelques joueurs tels que Ron Yeats, Ian St. John ou Gordon Milne, et en 1962 il permet au club de remporter la seconde division et de monter en première division. Le club enrôle Peter Thompson durant l'inter-saison. Le premier objectif de Shankly était de mettre fin à la suprématie d'Everton FC, l'autre club de Liverpool, sur la ville. En 1963, Everton FC remporte le championnat tandis que Liverpool FC termine huitième.
En 1964, Bill Shankly introduit une tenue complètement rouge, pour donner à son équipe un avantage psychologique, contrairement au seul maillot jusqu'à présent. Shankly et Liverpool gagnent le championnat (le sixième de l'histoire du club). En Coupe d'Europe des clubs champions, Liverpool FC est stoppé par l'Inter Milan d'Helenio Herrera au stade des demi-finales malgré un succès 3-1 au match aller à Anfield, ils sont battus 3-0 à Milan.
Avant la finale de la Coupe d'Angleterre en 1965, Bill Shankly dit à ses joueurs « Vous êtes les meilleurs. Les joueurs de Leeds sont honorés d'être sur le même terrain que vous. ». Liverpool l'emporte grâce à un but de Ian St John (2-1), pour le premier succès du club dans la compétition et se qualifie pour la Coupe d'Europe des vainqueurs de coupe suivante.
En Coupe des coupes 1965-66, Liverpool atteint la finale mais la perd contre le Borussia Dortmund 2-1 après les prolongations. Mais, pour la troisième année consécutive, Liverpool remporte un titre national, avec leur septième championnat.

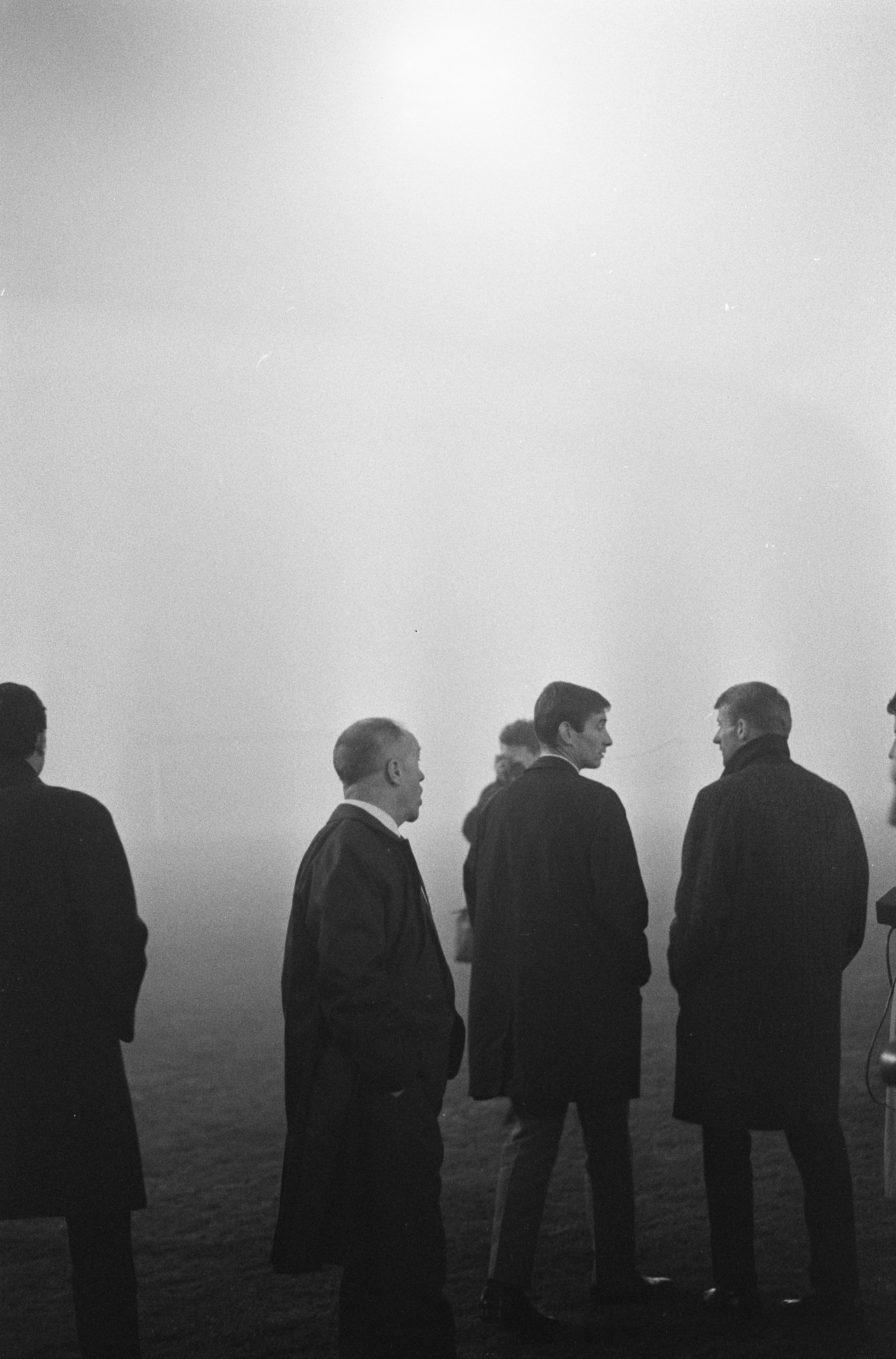
Shnakly (2e à g.) en C1 avec Liverpool en décembre 1966.

En 1967, ils sont opposés en huitièmes de finale contre l'Ajax Amsterdam d'un Johan Cruyff âgé alors de 19 ans et sont éliminés sur le score au total des matchs aller-retour 7-3. Pourtant, malgré une défaite 5-1 au match aller, il continue à croire en son équipe.

#### Léger déclin puis titre européen
Le club descend alors un peu dans la hiérarchie anglaise bien qu'il se situe toujours dans le top 5 au classement. Shankly décide alors de modifier son équipe en laissant partir Hunt, St John, Yeats et Lawrence pour les remplacer par Kevin Keegan et Steve Heighway après Larry Lloyd et Ray Clemence. Recruté à 15 ans en 1960, Shankly fait de Tommy Smith son capitaine en 1970.
Il s'impose en 1973 en Coupe UEFA contre le Borussia Mönchengladbach avec une victoire 3-0 au match aller à Liverpool et malgré une défaite 2-0 en Allemagne, ils s'imposent également en championnat (huitième titre du club en championnat).
En 1974, le club remporte une nouvelle fois la Coupe d'Angleterre contre Newcastle United à Wembley (3-0), son dernier match. Il décide à l'issue de cette saison de se retirer de son poste de manager en 1974, à l'âge de 60 ans pour passer plus de temps avec sa famille.
Il ne remporte pas la C1, trophée que ses joueurs remportent quelques années plus tard avec son successeur et ex-assistant Bob Paisley.

## Retraite, fin de vie et hommages
En novembre 1974, il obtient le titre d'officier à l'ordre de l'Empire britannique. Bill Shankly se rend souvent à Melwood pour voir s'entraîner l'équipe de Liverpool.
Le 26 septembre 1981, il est victime d'une crise cardiaque et décède trois jours plus tard le 29 septembre 1981 à 1h20 à l’hôpital de Liverpool.

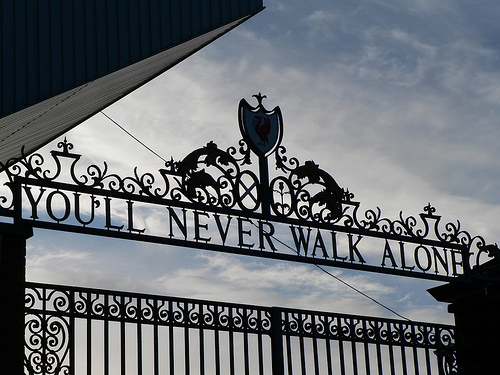
La porte Shankly à l'entrée du stade d'Anfield inaugurée en 1982.

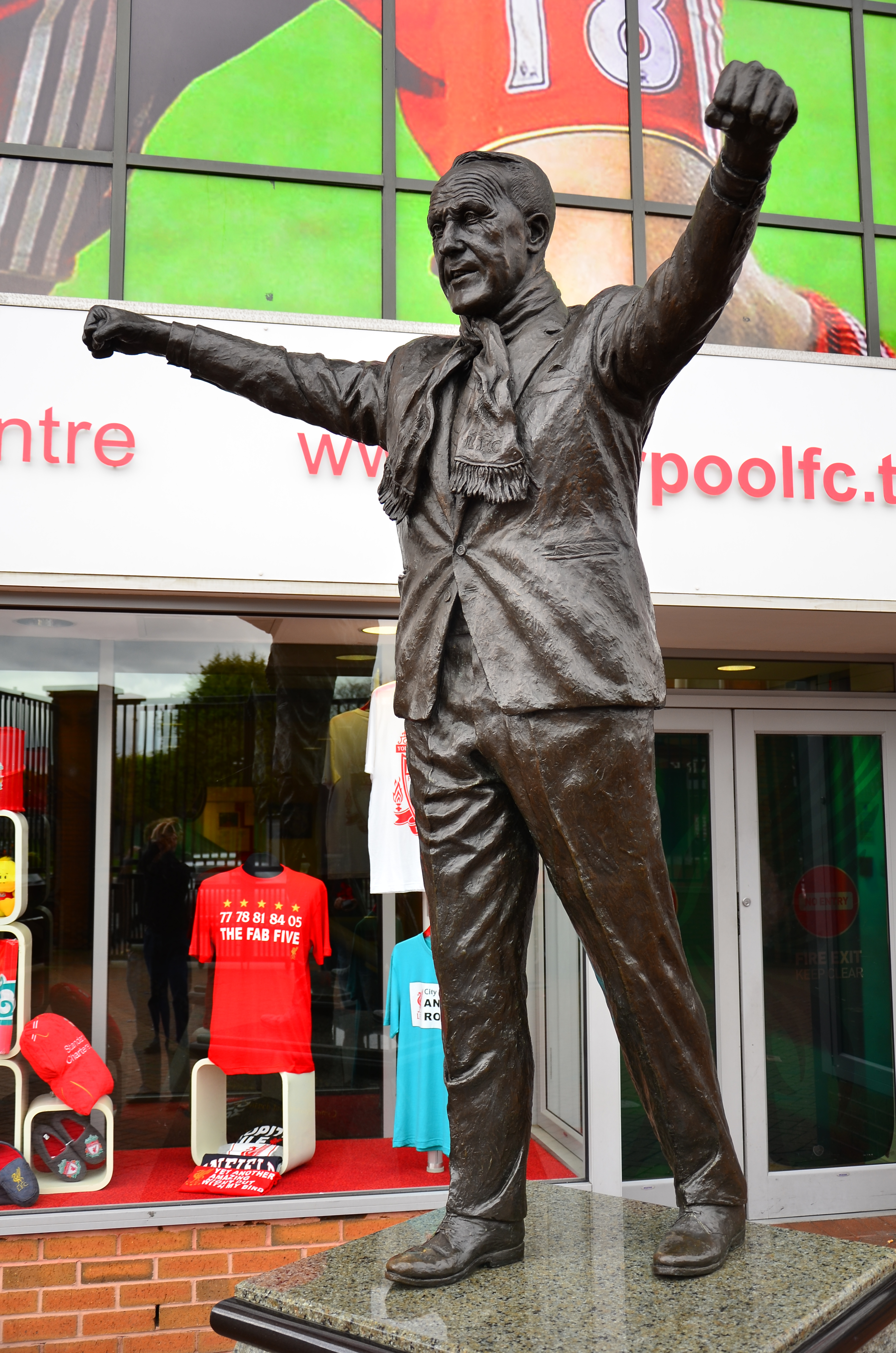
Statue de Bill Shankly à Anfield.

Le 4 décembre 1997, une statue en bronze de Shankly est réalisée par Tom Murphy, elle est située devant l'entrée du Kop d'Anfield. La statue pèse 750 kg et repose sur un socle en granit écossais.  Il est représenté les bras ouverts, une posture qu’il prenait souvent face au Kop, afin de rendre la statue vivante et reconnaissable par tous les supporters.
Une association de supporter de Liverpool porte son nom, les Spirit of Shankly. Une tribune de Deepdale, le stade des Lilywhites de Preston, porte aussi son nom.

## Style de jeu

### Milieu de terrain viril
En tant que joueur, Bill Shankly est décrit comme collectif et ambitieux ; endurant et plutôt rude, se qualifiant lui-même d'« Un artiste du tacle ». Il évolue comme milieu de terrain pouvant être qualifié de viril mais correct. Avide de discours et intimidation, il a pour principe de ne jamais communiquer avec les arbitres.

### Entraîneur
À la tête d'une équipe, Bill Shankly évalue bien le potentiel de jeunes joueurs comme Ian Callghan (enfant de la ville lancé en 1960 et futur joueur le plus capé du club avec 857 matchs pros), Tommy Smith (en 1963), Ron Yeats (capitaine des premiers succès recruté en 1961), Emlyn Hugues (futur capitaine en 1977 du premier sacre en C1) ou encore Kevin Keegan (en 1971).
Ses équipes sont basées sur la cohésion collective, encore rare à cette époque. Le football de Shankly est à l’image du joueur qu’il a été : davantage solide que spectaculaire et joué par des joueurs dont l’ego ne prend jamais le dessus sur l’intérêt du groupe. Shankly permet au club de tisser un lien avec ses supporters et sa ville : « Il était intelligent car il a bâti son équipe en reprenant le meilleur du caractère de la ville : la spontanéité, le courage et l’humour. Quand on réussit ça, le club et ses supporters se servent mutuellement de miroir. Les fans voient le meilleur d’eux-mêmes réfléchi par l’équipe, et l’équipe voit le meilleur d’elle-même réfléchi par ses fans » analyse Rogan Taylor, sociologue à l’université de Liverpool John-Moores et originaire de la ville.

## Palmarès

### Joueur
Bill Shankly joue trois finales de FA Cup en 1937, 1938 et 1941. Il remporte ce titre en 1938, seul titre remporté par Shankly dans sa carrière de footballeur.
Avec l'équipe nationale d’Écosse, il participe à la deuxième place du British Home Championship en 1937-1938, avant de partager le titre avec le Pays de Galle et l’Angleterre lors de la saison suivante.

### Entraîneur
Avec Liverpool, l'Écossais remporte trois titres de champion, deux Coupes d'Angleterre et une Coupe de l'UEFA. Son Liverpool remonte en first division en 1962 et gagne le championnat en 1964 et sa première Cup en 1965 puis à nouveau le championnat en 1966. En 1973, Liverpool connaît sa première consécration européenne avec une coupe UEFA, doublée d’un nouveau titre de champion. En 1974, pour son dernier match, Shankly remporte une nouvelle finale de Cup en tant que coach.
- Vainqueur de la Coupe de l'UEFA en 1973
- Champion d'Angleterre en 1964, 1966 et 1973
- Vainqueur de la Coupe d'Angleterre (FA Cup) en 1965 et 1974
- Champion d'Angleterre de D2 en 1962

### Distinctions personnelles
Il figure au Scottish Sports Hall of Fame, Scottish Football Hall of Fame et au English Football Hall of Fame depuis leurs créations, respectivement en 2001, 2004 et 2002.
- 4e meilleur entraîneur de tous les temps par FourFourTwo : 2020[17]
- 10e meilleur entraîneur de tous les temps par France Football : 2019[18],[19],[20]
- 10e meilleur entraîneur de tous les temps par ESPN: 2013[21]
- 20e meilleur entraîneur de tous les temps par World Soccer: 2013[22],[23]

## Statistiques

### Comme joueur

#### Par saison
Avec Preston, Shankly joue prêt de trois-cents matchs.

#### En équipe nationale
| # | Date            | Stade                                      | Score | Adversaire      | Compétition                       |
| - | --------------- | ------------------------------------------ | ----- | --------------- | --------------------------------- |
| 1 | 9 avril 1938    | Wembley, British Empire Exhibition Stadium | 0 - 1 | Angleterre      | British Home Championship 1937-38 |
| 2 | 8 octobre 1938  | Belfast, Windsor Park                      | 0 - 2 | Irlande du Nord | British Championship 1938-1939    |
| 3 | 9 novembre 1938 | Édimbourg, Tynecastle Stadium              | 3 - 2 | Pays de Galles  | British Championship 1938-1939    |
| 4 | 7 décembre 1938 | Glasgow, Ibrox Park                        | 3 - 1 | Hongrie         | match amical                      |
| 5 | 15 avril 1939   | Glasgow, Hampden Park                      | 1 - 2 | Angleterre      | British Championship 1938-1939    |

| # | Date              | Stade                                      | Score | Adversaire      | Compétition                      | Note      |
| - | ----------------- | ------------------------------------------ | ----- | --------------- | -------------------------------- | --------- |
| 1 | 11 mai 1940       | Glasgow, Hampden Park                      | 1 - 1 | Angleterre      | International en temps de guerre |           |
| 2 | 3 mai 1941        | Glasgow, Hampden Park                      | 1 - 1 | Angleterre      | International en temps de guerre | Capitaine |
| 3 | 4 octobre 1941    | Wembley, British Empire Exhibition Stadium | 2 - 0 | Angleterre      | International en temps de guerre |           |
| 4 | 17 janvier 1942   | Wembley, British Empire Exhibition Stadium | 3 - 0 | Angleterre      | International en temps de guerre |           |
| 5 | 18 avril 1942     | Glasgow, Hampden Park                      | 5 - 4 | Angleterre      | International en temps de guerre | 85e       |
| 6 | 19 septembre 1942 | Dumfries, Palmerston Park                  | 1 - 3 | Armée écossaise | match amical                     |           |
| 7 | 10 octobre 1942   | Wembley, British Empire Exhibition Stadium | 0 - 0 | Angleterre      | International en temps de guerre |           |
| 8 | 5 décembre 1942   | Newcastle, St James' Park                  | 4 - 0 | Royal Air Force | match amical                     |           |
| 9 | 17 avril 1943     | Glasgow, Hampden Park                      | 0 - 4 | Angleterre      | International en temps de guerre | Capitaine |

### En tant que manager
Bill Shankly est l'entraîneur le plus capé du Liverpool FC avec 783 rencontres devant Tom Watson (742) et son successeur Bob Paisley (535).
| Équipe       | de    | à     | Matchs | Victoire | Défaite | Nul | victoire % |
| ------------ | ----- | ----- | ------ | -------- | ------- | --- | ---------- |
| Carlisle     | 1949  | 1951  | 108    | 48       | 27      | 33  | 44.44      |
| Grimsby      | 1951  | 1953  | 80     | 47       | 17      | 16  | 58.75      |
| Huddersfield | 1956  | 1959  | 134    | 49       | 50      | 35  | 36.57      |
| Liverpool    | 1959  | 1974  | 753    | 393      | 175     | 185 | 52.19      |
| Total        | Total | Total | 1075   | 537      | 269     | 269 | 49.95      |

## Phrases célèbres
Bill Shankly est connut pour ses déclarations marquantes qui font la réputation de l'entraîneur écossais,. Parmi les plus connues :
- « Certains pensent que le football est une question de vie ou de mort. Cette attitude me déçoit. Je peux vous assurer que c'est bien plus important que ça. »[25],[26]
- « J’ai joué trois finales de Coupe, en 1937, 1938 et 1941. Et il n’y avait qu’un seul bon joueur sur le terrain. C’était moi »[1]
- « L’ennui avec les arbitres, c’est qu’ils connaissent les règles, mais ne connaissent absolument rien au jeu »[1]
- « Dans un club de football, il y a une Sainte Trinité : les joueurs, l'entraîneur et les supporters. Les présidents n'en font pas partie. Ils sont juste là pour signer les chèques. »[25],[27]
- « Le football est un sport simple, rendu compliqué par les gens qui n'y connaissent rien. »[1]
- « La pression, c'est travailler à la mine. La pression, c'est être au chômage. La pression, c'est d'essayer d'éviter la relégation pour 50 shillings par semaine. Cela n'a rien à voir avec la Coupe d'Europe, le championnat ou la finale de la Cup. Ça, c'est la récompense. »[1],[25]